# Maria Hedwig de Hessen-Darmstadt
Maria Hedwig de Hessen-Darmstadt -Marie Hedwig von Hessen-Darmstadt (alemany) - (Giessen, Gran ducat de Hessen i del Rin, 26 de novembre de 1647 - Ichtershausen, 19 d'abril de 1680) fou una princesa alemanya de la Casa de Hessen. Era filla de Jordi II de Hessen-Darmstadt (1605 — 1661) i de Sofia Elionor de Saxònia (1609 — 1671). Per raó del seu matrimoni esdevingué duquessa de Saxònia-Meiningen. El seu marit va fer-li construir un castell a Ichtershausen on Maria Hedwig va residir des de 1676, i on va morir poc després d'haver tingut el setè fill, Jordi Ernest.

## Núpcies i descendència
El 20 de novembre de 1671 es va casar, a Gotha, amb Bernat I de Saxònia-Meiningen (1649 — 1706), fill del duc Ernest I de Saxònia-Gotha-Altenburg (1601 — 1675) i de la princesa Elisabet Sofia de Saxònia-Altenburg (1619 — 1680). El matrimoni va tenir set fills:
- Ernest Lluís (1672 — 1724), casat primer amb Dorotea de Saxònia-Gotha (1674 — 1713), i després amb Elisabet Sofia de Brandenburg (1674 — 1748)
- Bernat (1673 — 1694)
- Joan Ernest (1674 — 1675)
- Maria Elisabet, nascuda i morta el 1676
- Joan Jordi (1677 — 1678)
- Frederic Guillem (1679 — 1746)
- Jordi Ernest (1680 — 1699)